# Rudolf Hlubinka
Rudolf Hlubinka (15. února 1878 Čechy pod Kosířem – 2. února 1951 Praha) byl český právník, historik a ochránce památek v Praze. Zabýval se hlavně středověkými stavbami v Praze a moravskými hrady.

## Život a působení
Narodil se na Hané jako syn řídícího učitele na vesnické škole. Vystudoval na Slovanském gymnáziu v Olomouci a v letech 1897–1905 práva na 
Právnická fakulta Německé univerzity v Praze, kde byl po dobu studií ubytován v domě Na Bojišti čp. 1733, ve kterém měl od roku 1895 pronajatý byt též Mikoláš Aleš. Po ukončení studií přijal místo na živnostenském odboru pražského magistrátu a vedle toho se zabýval studiem historických památek, včetně jejich fotografické dokumentace.
Pro své velké znalosti byl roku 1920 jmenován jednatelem Památkového sboru hlavního města, v němž vedle radních zasedali také odborníci. Památkový sbor se vyjadřoval ke všem úředním rozhodnutím o pražských památkách. Vedle toho Hlubinka intenzivně pracoval v Klubu Za starou Prahu, Společnosti přátel starožitností a v Masarykově akademii práce. Památková péče však stále narážela na to, že chyběl soupis pražských památek, a Hlubinka na něm začal pracovat.
Od roku 1925 spolupracoval s fotografy A. Alexandrem a T. Vojtou a soustavně fotografovali památkové objekty, jejich interiéry a celé ulice a náměstí. Značná část těchto fotografií a negativů byla zničena při požáru Staroměstské radnice v roce 1945, zbytek je uložen v Archivu města Prahy. Protože Hlubinku zajímala i ochrana přírody, fotografoval i pražské periferie a přírodní zajímavosti (např. Šárku) a podílel se na přípravě památkového zákona. Zúčastnil se také archeologických průzkumů středověkých staveb, zejména románských domů na Starém městě, o nichž vydal řadu článků.

### Rodinný život
V době ubytování v domě, kde žil Mikoláš Aleš, se seznámil s jeho dcerou Eliškou (1884–1970), se kterou se 16. ledna 1905 oženil. Manželé Hlubinkovi měli dceru Alžbětu (* 1905).